# Port lotniczy Nioki
Port lotniczy Nioki (IATA: NIO, ICAO: FZBI) – port lotniczy położony w Nioki, w Prowincji Równikowej, w Demokratycznej Republice Konga.